# Rodolfo Burgundione
Rodolfo Burgundione fou fill d'Ildebrandino III de Prato. El va succeir en la seva part de comtat que era situat a Valdinievole i Valdarno a cavall entre les diòcesis de Lucca i Pistoia. Va lluitar contra Montecatini i Pistoia i fou foragitat de part dels dominis pels Prato, conservant un domini molt reduït. Va morir abans del 1179. El va succeir el seu fill Guiu Burgundione de Capraia